# Focke-Wulf Fw 186
El Focke-Wulf Fw 186 va ser un autogir monoplaça, construït per Focke-Wulf el 1937 amb el suport del RLM, per utilitzar-lo com a avió d'enllaç i de reconeixement. Disposava de característiques STOL en l'enlairament i l'aterratge.
Només es va construir un prototip de l'avió i el projecte es va abandonar quan el RLM va preferir el Fieseler Fi 156 Storch sobre el Fw 186